# Międzynarodowy Rok Astronomii 2009

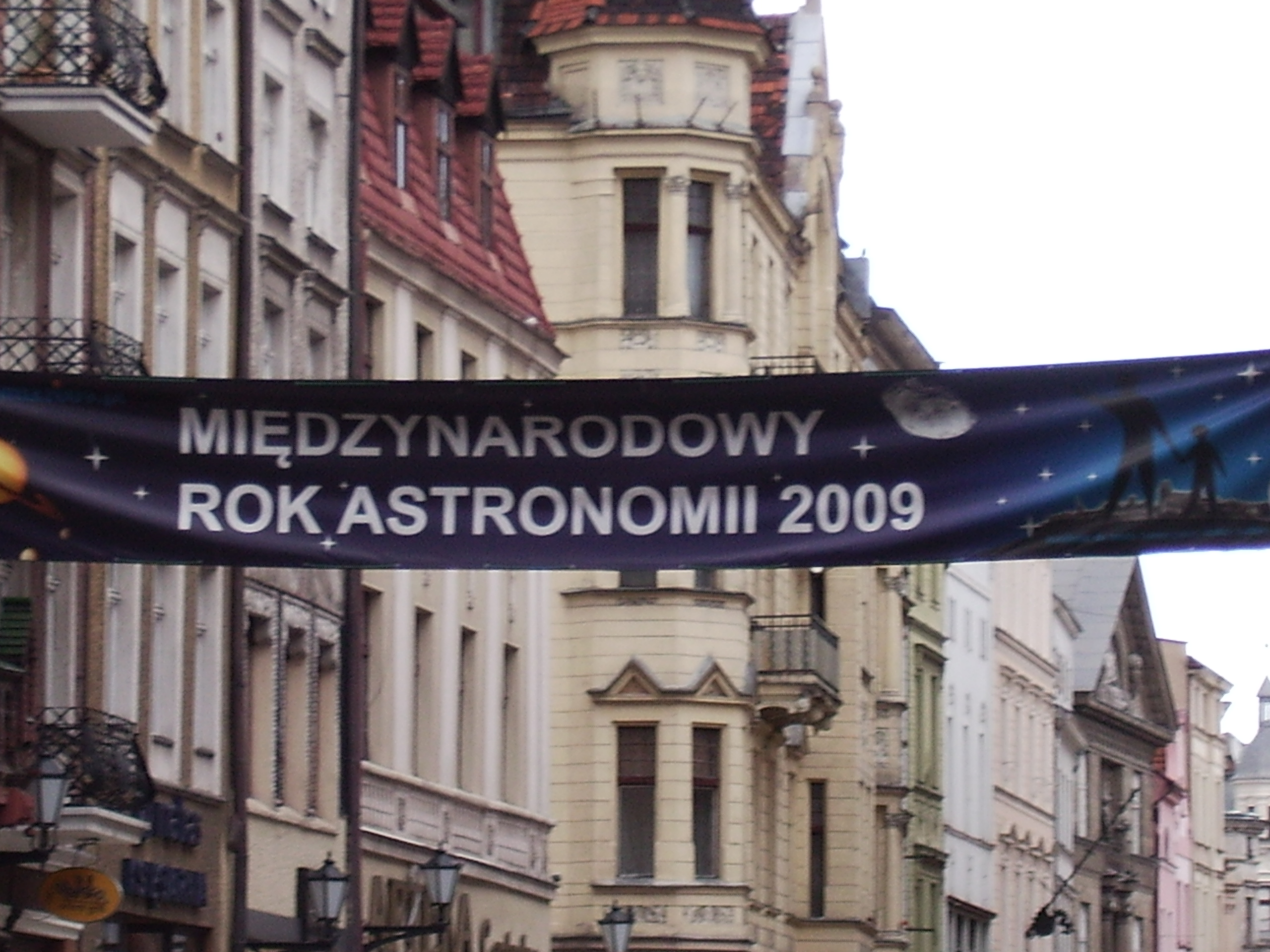
Reklama na toruńskiej starówce.

Międzynarodowy Rok Astronomii – rok 2009 ustanowiony został przez Zgromadzenie Ogólne ONZ rokiem astronomii. Okazją do tego była rocznica 400 lat od pierwszego użycia teleskopu przez Galileusza.

## Cel
Celem Roku było zwiększenie zainteresowania społeczeństw astronomią oraz nauką w ogóle, wskazanie korzyści jakie ludzkość odnosi z ich rozwoju, przekazanie najnowszych wyników badań, a także rozwój pokojowych metod współpracy między narodami.
Pomysł roku astronomii wyszedł od Międzynarodowej Unii Astronomicznej (IAU), ale formalny wniosek do ONZ zgłosiły Włochy, gdyż tylko kraje członkowskie są do tego uprawnione. W roku 2005 UNESCO zarekomendowało Zgromadzeniu Ogólnemu przyjęcie uchwały o roku astronomii. Rezolucja została przyjęta podczas 62. Sesji Zgromadzenia Ogólnego ONZ w dniu 20 grudnia 2007 roku.

## Wydarzenia
W roku 2009 miały miejsce następujące rocznice i wydarzenia:
- 400 lat od pierwszego użycia teleskopu do celów astronomicznych (Galileusz)
- 90 lat istnienia Międzynarodowej Unii Astronomicznej (IAU)
- 40 lat od pierwszego lądowania człowieka na Księżycu (Apollo 11)
- najdłuższe zaćmienie Słońca w XXI wieku

## Program obchodów
Powołany został międzynarodowy komitet organizacyjny roku oraz narodowe komitety w wielu krajach (w tym w Polsce). Ogólnoświatowe projekty Międzynarodowego Roku Astronomii 2009:
- 24 godzinna astronomia – pokazy astronomiczne trwające łącznie przez 4 dni
- Galileoskop – bardzo tani teleskop dostępny dla każdego
- Kosmiczny dziennik – blogi prowadzone przez znanych astronomów
- Portal do Wszechświata – witryna ze zdjęciami, materiałami wideo, odnośnikami do dalszych materiałów
- Ona jest astronomem – projekt skierowany do kobiet
- Świadomość Wszechświata – pomoc dzieciom pokrzywdzonym przez los
- cykl szkoleń dla nauczycieli
- cykl wystaw najpiękniejszych zdjęć kosmosu
- Świadomość ciemnego nieba – koordynacja inicjatyw związanych z ochroną naturalnego ciemnego nieba przed zbędnym zanieczyszczeniem sztucznym światłem
- Astronomia i światowe dziedzictwo – ochrona obszarów, budowli związanych z astronomią i stanowiących element dziedzictwa kulturalnego ludzkości

Z tej okazji również Poczta Polska wydała znaczek, ukazujący w symboliczny sposób, jak obserwacja nieba przekłada się na język plastyczny.